# Salomon Koninck
Salomon Koninck, noto anche come Salomon de Koninck (Amsterdam, 1609 – Amsterdam, 8 agosto 1656), è stato un pittore e incisore olandese.

## Biografia

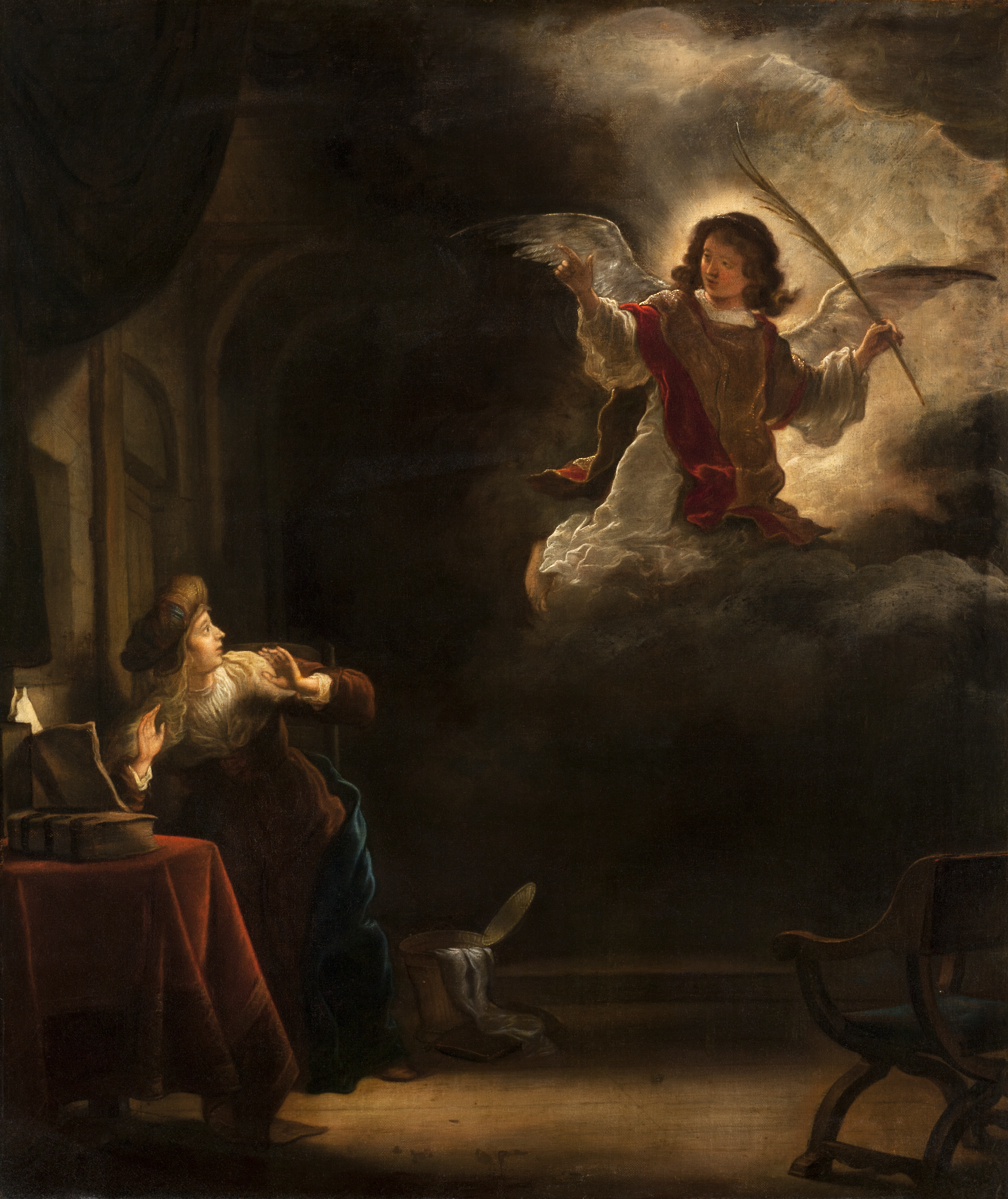
L'Annunciazione, 1655, Hallwyl Museum, Stoccolma

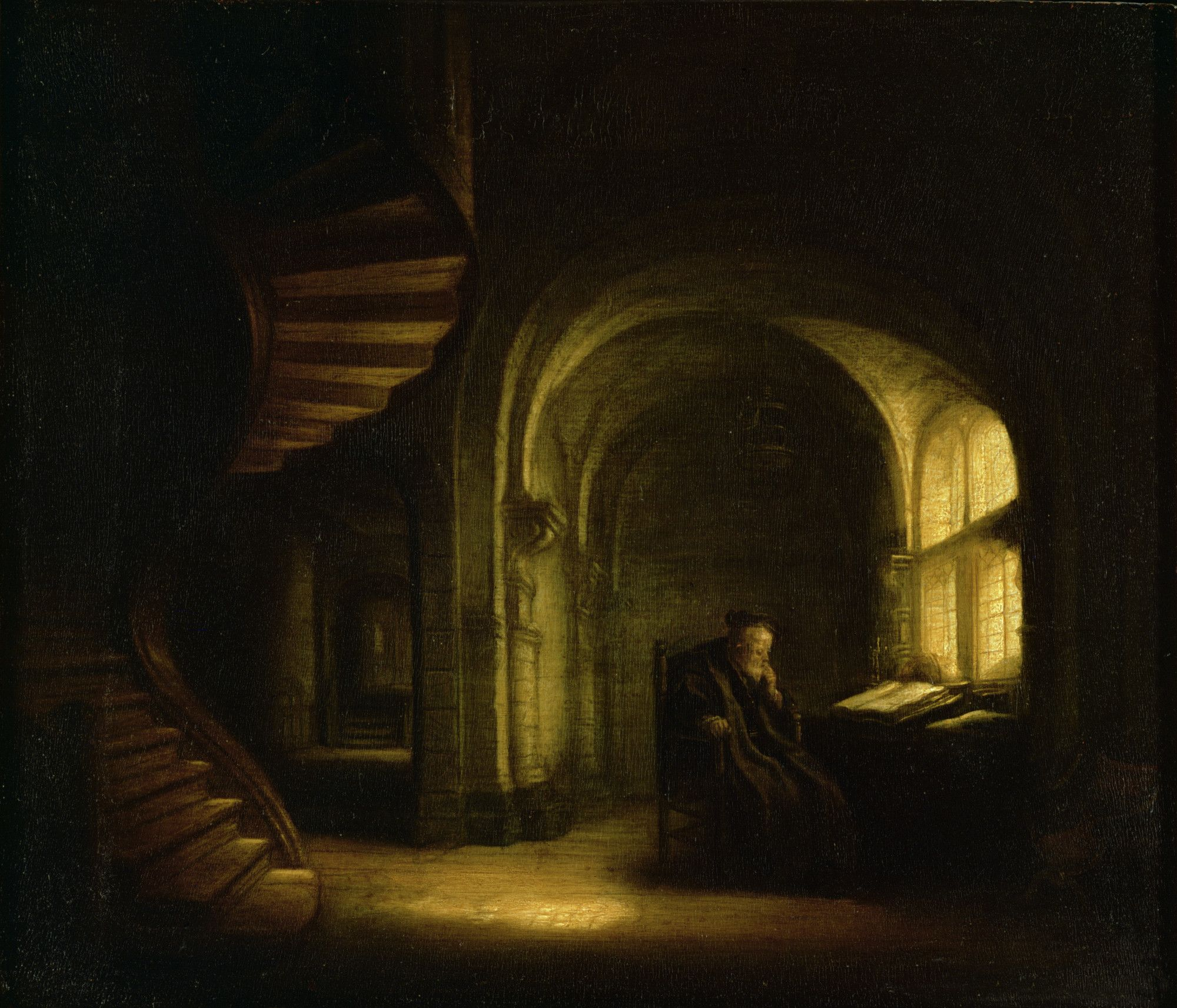
Filosofo con un libro aperto, 1645, Museo del Louvre

Appartenente ad una famiglia di artisti, nella quale suo padre Pietro e suo nonno erano orafi ad Anversa, invece e i suoi zii, Jacob e Philips, erano pittori.
Koninck seguì gli insegnamenti di Nicolaes Moeyaert, di Pieter Lastman, di David Colijns e di Claes Corneliszoon Moeyaert, ed è stato membro dell'accademia di Hendrick van Uylenburgh, anche se ricevette influenze soprattutto da Rembrandt, che frequentò nel 1633.
Di Rembrandt seguì i modi compositivi, gli effetti di luce e le variazioni cromatiche, non sempre emulando l'acutezza morale, l'altezza lirica, la miscela di sentimenti e di linguaggio, di fantasia e di tecnica.
Koninck si mise in evidenza, tra tutti i seguaci di Rembrandt, per la qualità e la sensibilità con cui si accostò al maestro, evidenziando queste sue caratteristiche negli interni con figure isolate, come vecchi dormienti e filosofi in studio, oppure nelle tematiche religiose e bibliche, giocando sugli effetti contrastati e sulla presenza contemporanea dell'impulso e della remora, che costituirono il suo modello pittorico.
Nel 1630 entrò nella Gilda di San Luca, e si sposò due volte: dapprima con una figlia del pittore Adriaen van Nieulandt e, dopo essere rimasto vedovo, convolò a seconde nozze con una sorella del pittore Anthonie Verstraelen.
La sua produzione venticinquennale, talvolta, appare convenzionale ed elegante, simile a quella tarda del Dou, altrimenti è vicina a quella di un altro rembrandtiano, Govert Flinck, soprattutto per gli effetti cromatici dorati. Si distinse prevalentemente come ritrattista, e per le scene di genere.
Alcune sue opere sono state inizialmente attribuite a Rembrandt, come il suo Filosofo con un libro aperto, esposto al Museo del Louvre.
Le opere di Koninck sono esposte nei musei dei Paesi Bassi, tra i quali il Boijmans di Rotterdam e il Rijksmuseum di Amsterdam, in quelli tedeschi, all'Ermitage di San Pietroburgo, in Italia alla Galleria Barberini di Roma e alla Sabauda di Torino.

## Opere principali
- L'idolatria del re Salomone, 1644, Rijksmuseum di Amsterdam;
- Uno studioso nel suo studio, Rijksmuseum di Amsterdam;
- Filosofo con un libro aperto, 1650, Museo del Louvre, Parigi
- Il sacrificio di Manoah, Museo del Louvre, Parigi
- Susanna, 1649, Robert Noortman Gallery, Maastricht
- Adorazione dei Re Magi, 1650, Museo Mauritshuis, L'Aia;
- Ritratto di un rabbino, Berlino;
- Creso mostra i suoi tesori, Berlino;
- La pesatrice d'oro, 1654, Museo Boijmans Van Beuningen, Rotterdam;
- La chiamata di Matteo all'apostolato, Museo di Copenaghen;
- Betsabea ed Ester, 1635, Museo di Copenaghen;
- Ritratto di un uomo anziano, Staatliches Museum Schwerin;
- L'eremita, 1644, Gemäldegalerie Alte Meister, Dresda
- L'astronomo, Gemäldegalerie Alte Meister, Dresda;
- Cristo e Nicodemo, Fine Arts Museums di San Francisco.